# ألفرد مالون
ألفرد مالون (بالإنجليزية: Alfred Malone)‏ هو لاعب كرة قدم أمريكية أمريكي، ولد في 21 فبراير 1982 في فريسكو سيتي في الولايات المتحدة.

## وصلات خارجية
- ألفرد مالون على موقع مرجع كرة القدم المحترفة.كوم (الإنجليزية)
- ألفرد مالون على موقع JustSportsStats.com (الإنجليزية)